# 2 euro commemorativi emessi nel 2009

## I cinque disegni proposti per l'emissione comune del 2009

1º posto (41,48%)
2º posto (32,67%)
3º posto (11,15%)
4º posto (7,71%)
5º posto (7,01%)

## Emissione comune
| Immagine | Paese          | Tema                                                                    | Tiratura       | Emissione                   | Disegnatore            |
| --- | -------------- | ----------------------------------------------------------------------- | -------------- | --------------------------- | ---------------------- |
| | Unione europea | 10º anniversario dell'Unione Economica e Monetaria                      | 82.409.223 ca. | diversa a seconda del Paese | Georgios Stamatopoulos |
| Descrizione: al centro del disegno è incisa una figura umana stilizzata il cui braccio sinistro si fonde nel simbolo dell'euro. Sotto il simbolo dell'euro appaiono le iniziali ΓΣ dell'artista. In alto figura il nome del paese di emissione nella lingua nazionale, mentre l'indicazione 1999-2009 e l'acronimo UEM (tradotto nella lingua nazionale) sono incisi nella parte inferiore. Sull’anello esterno della moneta figurano le 12 stelle della bandiera dell’Unione europea. |                |                                                                         |                | diversa a seconda del Paese | Georgios Stamatopoulos |
| | Austria        | REPUBLIK ÖSTERREICH, WWU 1999-2009                                      | 5.000.000      | 2 gennaio 2009              | Georgios Stamatopoulos |
| | Belgio         | BELGIE - BELGIQUE - BELGIEN, EMU 1999-2009                              | 5.012.000      | 27 gennaio 2009             | Georgios Stamatopoulos |
| | Cipro          | ΚΥΠΡΟΣ KIBRIS, ΟΝΕ 1999-2009                                            | 1.000.000      | 5 gennaio 2009              | Georgios Stamatopoulos |
| | Finlandia      | SUOMI FINLAND, 2009, EMU 1999-2009                                      | 1.400.000      | 15 gennaio 2009             | Georgios Stamatopoulos |
| | Francia        | RÉPUBLIQUE FRANÇAISE, UEM 1999-2009                                     | 10.074.085     | 26 gennaio 2009             | Georgios Stamatopoulos |
| | Germania       | BUNDESREPUBLIK DEUTSCHLAND, WWU 1999-2009                               | 30.490.730 ca. | 2 gennaio 2009              | Georgios Stamatopoulos |
| | Grecia         | ΕΛΛΗΝΙΚΗ ΔΗΜΟΚΡΑΤΙΑ, ΟΝΕ 1999-2009                                      | 4.000.000      | 2 gennaio 2009              | Georgios Stamatopoulos |
| | Irlanda        | éire, AEA 1999-2009 EMU                                                 | 3.812.908      | 1º gennaio 2009             | Georgios Stamatopoulos |
| | Italia         | REPUBBLICA ITALIANA, UEM 1999-2009                                      | 2.000.000      | 26 marzo 2009               | Georgios Stamatopoulos |
| | Lussemburgo    | LËTZEBUERG, UEM 1999-2009 (con immagine olografica del Granduca Enrico) | 825.000        | 15 gennaio 2009             | Georgios Stamatopoulos |
| | Malta          | MALTA, UEM 1999-2009                                                    | 700.000        | 5 gennaio 2009              | Georgios Stamatopoulos |
| | Paesi Bassi    | NEDERLAND, EMU 1999-2009                                                | 5.309.500      | 7 gennaio 2009              | Georgios Stamatopoulos |
| | Portogallo     | PORTUGAL, UEM 1999-2009                                                 | 1.285.000      | 5 gennaio 2009              | Georgios Stamatopoulos |
| | Slovacchia     | SLOVENSKO, HMÚ 1999-2009                                                | 2.500.000      | 15 gennaio 2009             | Georgios Stamatopoulos |
| | Slovenia       | SLOVENIJA, EMU 1999-2009                                                | 1.000.000      | 5 gennaio 2009              | Georgios Stamatopoulos |
| | Spagna         | ESPAÑA, UEM 1999-2009                                                   | 8.000.000      | 2 marzo 2009                | Georgios Stamatopoulos |

## I 2 euro commemorativi emessi
| Immagine | Paese              | Tema | Tiratura   | Emissione         | Disegnatore              |
| --- | ------------------ | --- | ---------- | ----------------- | ------------------------ |
| | Lussemburgo        | 90º anniversario dell'ascesa al trono della granduchessa Carlotta                                                     | 837.500    | 15 gennaio 2009   | Alain Hoffman            |
| Descrizione: il disegno raffigura, a sinistra nella parte interna, l'effigie di Sua Altezza reale Granduca Henri, sovrapposta a quella della Granduchessa Charlotte: i due profili sono rivolti a sinistra. A destra nella parte interna figurano, allineati verticalmente, il nome del paese «LËTZEBUERG» e il millesimo «2009», affiancati dal marchio dell'incisore e da quello della zecca. Sull’anello esterno della moneta figurano le 12 stelle della bandiera dell’Unione europea. |                    | |            |                   |                          |
| | Germania           | Presidenza del Saarland al Bundesrat: Ludwigskirche a Saarbrücken 4ª moneta della I serie dedicata ai Länder tedeschi | 30.940.630 | 6 febbraio 2009   | Friedrich Brenner        |
| Descrizione: la parte interna della moneta rappresenta la chiesa di San Luigi a Sarrebruck. Sotto il monumento sono incisi il nome del Land «SAARLAND» e il marchio della zecca rappresentato da una delle lettere «A», «D», «F», «G» o «J». A destra del monumento compaiono le iniziali «FB» dell'incisore Friedrich Brenner. Sull’anello esterno della moneta figurano le 12 stelle della bandiera dell’Unione europea, nella parte inferiore, il nome del paese di emissione «BUNDESREPUBLIK DEUTSCHLAND», e nella parte superiore, l'anno «2009». |                    | |            |                   |                          |
| | Portogallo         | 2ª edizione dei Giochi della Lusofonia a Lisbona                                                                      | 1.285.000  | 6 giugno 2009     | José Aurélio             |
| Descrizione: la parte interna della moneta raffigura un ginnasta con nastro. In alto, lo stemma del Portogallo è circondato in semicerchio dalla denominazione dello Stato di emissione («PORTUGAL»). In basso, tra il segno di zecca («INCM») a sinistra e la firma dell’artista («J. AURÉLIO») a destra, si trova in semicerchio l’iscrizione «2.os JOGOS DA LUSOFONIA LISBOA». A sinistra, in uno dei circoli formati dal nastro, è riportato l’anno di emissione («2009»). Sull’anello esterno della moneta figurano le 12 stelle della bandiera dell’Unione europea. |                    | |            |                   |                          |
| | San Marino         | Anno europeo della Creatività e dell'innovazione                                                                      | 130.000    | 5 settembre 2009  | Annalisa Masini          |
| Descrizione: al centro della moneta sono raffigurati oggetti associati alla ricerca scientifica: un libro, un compasso, una provetta e una fiala. A sinistra si trovano tre piume, simbolo della Repubblica di San Marino, mentre a destra sono incisi l’anno di emissione (2009) e il segno di zecca («R»). In alto è visibile l’iscrizione «CREATIVITÀ INNOVAZIONE», invece in basso sono riportati il nome dello Stato di emissione («SAN MARINO») e le iniziali dell’artista («A.M.»). Sull’anello esterno della moneta figurano le 12 stelle della bandiera dell’Unione europea. |                    | |            |                   |                          |
| | Belgio             | 200º anniversario dalla nascita di Louis Braille                                                                      | 5.013.500  | 25 settembre 2009 | Luc Luycx                |
| Descrizione: la parte interna della moneta raffigura Louis Braille tra le iniziali L e B, scritte coi caratteri dell’alfabeto di cui è inventore. Sopra al ritratto è visibile l’iscrizione «LOUIS BRAILLE», sotto, la sigla «BE» dello Stato di emissione, tra le date 1809 e 2009. A sinistra e a destra, rispettivamente, il marchio di zecca e quello del «Commissaire des Monnaies». Sull’anello esterno della moneta figurano le 12 stelle della bandiera dell’Unione europea. |                    | |            |                   |                          |
| | Finlandia          | 200º anniversario della prima Dieta finlandese e delle istituzioni governative centrali in Finlandia                  | 1.600.000  | 23 ottobre 2009   | Reijo Juhani Paavilainen |
| Descrizione: la parte interna della moneta ritrae il profilo della cattedrale Porvoo, in cui si è svolta l’apertura della prima Dieta finlandese. Sulla cima campeggia la data 1809. Sul lato destro è inciso l’anno 2009. Sul lato sinistro figurano la sigla del paese emittente «FI» e il marchio della zecca. Sull’anello esterno della moneta figurano le 12 stelle della bandiera dell’Unione europea. |                    | |            |                   |                          |
| | Slovacchia         | 20º anniversario della Rivoluzione di velluto                                                                         | 1.000.000  | 10 novembre 2009  | Pavel Károly             |
| Descrizione: la parte interna della moneta rappresenta una campana stilizzata formata da una serie di chiavi, in ricordo della manifestazione del 17 novembre 1989, in cui i cittadini marciarono agitando i loro mazzi di chiavi per farli tintinnare, evento che segnò l’inizio della «rivoluzione di velluto». Sotto il disegno, a destra, figurano il marchio dell’artista e quello della zecca slovacca (Mincovna Kremnica). Attorno al disegno, in alto, è visibile l’iscrizione «17 NOVEMBER SLOBODA — DEMOKRACIA» (libertà e democrazia) e le date «1989-2009»; in basso, l’indicazione dello Stato di emissione, «SLOVENSKO». Sull’anello esterno della moneta figurano le 12 stelle della bandiera dell’Unione europea. |                    | |            |                   |                          |
| | Città del Vaticano | Anno internazionale dell'astronomia                                                                                   | 106.084    | 18 novembre 2009  | Orietta Rossi            |
| Descrizione: nella parte interna della moneta si trovano un’allegoria della nascita delle stelle e dei pianeti e diversi strumenti astronomici. Il marchio di zecca «R» è posto nel quadrante inferiore sinistro, l’anno di emissione «2009» in basso. Attorno al disegno, in basso a sinistra, si trova l’iscrizione «ANNO INTERNAZIONALE DELL’ASTRONOMIA», mentre in alto a destra figura lo Stato di emissione «CITTÀ DEL VATICANO». Sull’anello esterno della moneta figurano le 12 stelle della bandiera dell’Unione europea. |                    | |            |                   |                          |
| | Italia             | 200º anniversario dalla nascita di Louis Braille                                                                      | 2.000.000  | 18 dicembre 2009  | Maria Carmela Colaneri   |
| Descrizione: la parte interna della moneta rappresenta una mano mentre pratica la lettura tattile di un libro aperto. Al disopra dell’indice, che punta verso l’iscrizione verticale «LOUIS BRAILLE 1809-2009», due uccelli simboleggiano la libertà del sapere. In alto a destra figura l’indicazione dello Stato di emissione, «RI», mentre in basso a destra si trova il marchio di zecca «R». Sotto il libro, il nome di Braille è scritto coi caratteri dell’alfabeto di cui è inventore. Ancora più in basso, sono visibili le iniziali «MCC» dell’artista Maria Carmela Colaneri. Sull’anello esterno della moneta figurano le 12 stelle della bandiera dell’Unione europea.                                               |                    | |            |                   |                          |